# Fűre tépni szabad
A Fűre tépni szabad (eredeti cím: How High) 2001-ben bemutatott amerikai stoner film, mely Dustin Lee Abraham forgatókönyve alapján, elsőfilmes rendezőként Jesse Dylan rendezett. A film főszereplője Method Man és Redman, további fontosabb szerepekben Obba Babatundé, Mike Epps, Fred Willard és Héctor Elizondo látható.
A film főszereplője két fiatal füves srác, akik bejutnak a Harvardra és fenekestül felforgatják az egyetem életét.
Bár kritikai szempontból megbukott, jegyeladások terén jól teljesített és idővel kultuszfilmmé vált. 2019-ben jelent meg tévéfilmes folytatása How High 2 címmel, teljesen új szereplőgárdával.

## Cselekmény
Két, az életben sikertelen füves, Silas és Jamal megpróbál változtatni életén. Felsőoktatási felvételi tesztjeik előtt, az autóikban ülve mindketten marihuánát szívnak és a két egymásra utalt fiatal afroamerikai férfi (egyiküknél marihuána nincsen, míg a másikuk a fogyasztáshoz szükséges dohánypapírból fogyott ki) összebarátkozik egymással. Silas nemrégiben elhunyt barátját, Ivoryt annak idején elhamvasztották és földi maradványait felhasználva Silas egy új kannabisz növényt termesztett. Silas és Jamal felfedezi, hogy az Ivory hamvaiból termesztett kannabisz elszívásával Ivory szelleme megjelenik. Silas halott barátjának segítségével tökéletes pontszámot érnek el és néhány nem túl megnyerő ösztöndíj-ajánlat után Huntley egyetemi kancellár javaslatára beiratkoznak a Harvardra.
Az egyetemen megismerkednek az evezőscsapat nagyképű kapitányával, Barttal és annak elhanyagolt barátnőjével, Laurennel, valamint szobatársaikkal, a néma Kéne pár dolcsival, a stréber Jeffreyvel és Tuannal. Beköltözésük után ellátogatnak Carl Cain dékán irodájába, aki ellenségesen fogadja őket és figyelmezteti a két férfit: ösztöndíjuk csak addig érvényes, amíg minimum kettes átlaggal teljesítik tantárgyaikat.
Jamal csatlakozik az evezőscsapathoz, megpróbálva túlszárnyalni Bartot. Silas felvesz egy botanikai kurzust, kamatoztatva gyakorlati tudását és tapasztalatait a hallucinogén növények terén. A szemeszter első felében, Ivorynak hála, minden tantárgyból sikeres vizsgát tesznek. Silas udvarolni kezd az öntelt Bart által mellőzött Laurennek, míg Jamal az amerikai alelnök lányával, Jamie-vel találkozgat. A tanév közben a két férfi különféle csínyeket is elkövet, magukra haragítva ezzel Bartot, Jeffreyt és a dékánt is. Egy durva halloweeni bulit követően a dolgok kezdenek rosszra fordulni: a kampuszon önkéntes rendőrként tevékenykedő Gerald (miután féltve őrzött kerékpárját Kéne pár dolcsi ellopta és tönkretette) a buli alatt meglovasítja és elszívja Ivory növényét, így a főszereplők segítség nélkül maradnak a vizsgáikon.
Silas egy igazságszérumon kezd el dolgozni, úgy kalkulálva, hogy botanikából jeles osztályzatot szerezve biztosíthatja következő tanévét. Kísérletei azonban csúfos kudarcot vallanak. Kétségbeesésükben az évközi vizsgák előtt, Jamal tanácsára, kiássák a néhai amerikai elnök, John Quincy Adams csontvázát és megpróbálják elszívni a maradványait, sikertelenül. Silas azt javasolja, kezdjenek el lelkiismeretesen tanulni a vizsgákra, de ennek ellenére majdnem minden tárgyból megbuknak – a dékán legnagyobb örömére. Gerald, aki időközben drogfüggő lett, visszaviszi Silaséknak Ivory növényét, bár a nagy részét már elfogyasztotta. Silas végül megoldást talál az igazságszérum problémájára, felhasználva hozzá a megmaradt leveleket Ivory növényéből.
Noha rossz jegyei miatt Silas és Jamal nem kap meghívást az éves egyetemi alumni rendezvényre, Jamie az apja segítségével be tudja juttatni őket. Silas az egybegyűlteken teszteli igazságszérumát, mely működőképesnek bizonyul és majdnem mindenki felszabadulttá, illetve szókimondóvá válik tőle. Lauren prezentálja kutatását, egy Benjamin Franklintől megmaradt, rejtélyes tárgyat – ami nem más, mint egy drogfogyasztáshoz használt bong. A dékánt feldühíti ez a felfedezés, de a kancellár, megelégelve a férfi viselkedését, kirúgja őt. A dékán egy fejszével Silas és Jamal életére tör, ám a titkosszolgálat emberei időben lefegyverzik.
A film végén a két főszereplő a Harvard hallgatója maradhat, Jamie apja áldását adja lánya és Jamal kapcsolatára, míg Lauren otthagyja Bartot (aki állítása szerint sosem volt képes kielégíteni őt) és Silast választja helyette.

## Szereplők
| Színész             | Szerep                         | Magyar hang                   | Magyar hang                   |
| Színész             | Szerep                         | 1. magyar változat            | 2. magyar változat            |
| ------------------- | ------------------------------ | ----------------------------- | ----------------------------- |
| Method Man          | Silas P. Silas                 | Galambos Péter                | Varga Rókus                   |
| Redman              | Jamal King                     | Lux Ádám                      | Láng Balázs                   |
| Obba Babatundé      | Carl Cain dékán                | Sebestyén András              | Koroknay Géza                 |
| Mike Epps           | Baby Powder                    | Háda János                    | Kárpáti Levente               |
| Melissa Peterman    | Sheila Cain                    |                               |                               |
| Anna Maria Horsford | King mama                      | Pálos Zsuzsa                  | Kocsis Mariann                |
| Fred Willard        | Philip "Phil" Huntley          | Cs. Németh Lajos              | Juhász György                 |
| Jeffrey Jones       | amerikai alelnök               | Vass Gábor                    | Faragó András                 |
| Héctor Elizondo     | Bill az edző                   | Papp János                    |                               |
| Lark Voorhies       | Lauren                         | Solecki Janka                 | Roatis Andrea                 |
| Al Shearer          | Kéne pár dolcsi (I Need Money) | (néma szerep, nem szólal meg) | (néma szerep, nem szólal meg) |
| Chuck Deezy         | Ivory                          | Hevér Gábor                   |                               |
| Essence Atkins      | Jamie                          |                               |                               |
| Chris Elwood        | Bart                           | Damu Roland                   |                               |
| T. J. Thyne         | Gerald                         | Szatmári Attila               | Bartucz Attila                |
| Trieu Tran          | Tuan                           | Fekete Zoltán                 |                               |
| Justin Urich        | Jeffrey                        | Minárovits Péter              | Molnár Levente                |
| Spalding Gray       | Jackson professzor             | Szokolay Ottó                 |                               |
| Tracy Morgan        | Baseball álmok-fickó           |                               |                               |
| Cypress Hill tagjai | önmagukként                    |                               |                               |
| Chuck Liddell       | önmaga                         |                               |                               |
| Garrett Morris      | löncshúsreklám szereplője      |                               |                               |
| Judah Friedlander   | kerékpáros                     |                               |                               |
| Dennison Samaroo    | Amir                           | Megyeri János                 | Markovics Tamás               |

## Fogadtatás

### Bevételi adatok
A 20 millió dollárból készült film az Amerikai Egyesült Államokban 31 178 740, míg a többi országban 105 000 dolláros bevételével világszerte összesen 31 283 740 dolláros bevételt szerzett. A bemutató hétvégén 5. helyezést ért el, A Gyűrűk Ura: A Gyűrű Szövetsége, az Ocean’s Eleven – Tripla vagy semmi, a Jimmy Neutron, a csodagyerek és a Vanília égbolt mögött végezve.

### Kritikai visszhang
A film negatív kritikákat kapott. A Rotten Tomatoes weboldalon 57 kritikus véleménye alapján 26%-on áll. A weboldal összegzése szerint „A fűre tépni szabad hanyagul összerakott stoner film, tele béna és közönséges viccekkel”.
Az Entertainment Weekly 2004-ben kiadott, legjobb stoner filmeket felsoroló top10-es listáján a Fűre tépni szabad harmadik helyezést ért el. A Rolling Stone magazin „minden idők tíz legjobb stoner filmje” listájára is felkerült, hetedik helyezettként.

## A film folytatása
A film tévéfilmes folytatása 2019-ben jelent meg How High 2 címmel, új szereplőgárdával.

## Fordítás
- Ez a szócikk részben vagy egészben  a   How High című angol Wikipédia-szócikk fordításán alapul.  Az eredeti cikk szerkesztőit annak laptörténete sorolja fel. Ez a jelzés csupán a megfogalmazás eredetét és a szerzői jogokat jelzi, nem szolgál a cikkben szereplő információk forrásmegjelöléseként.